# Лаборатория Фридриха Мишера Общества Макса Планка
Лаборатория Фридриха Мишера Общества Макса Планка (нем. Friedrich-Miescher-Laboratorium der Max-Planck-Gesellschaft, FML) — это научное учреждение в Европейском союзе.

## Структура
Четыре рабочих группы работают в лаборатории: биология развития, клеточная биология, нейробиология и биоинформатика. Исполнительным директором является лауреат Нобелевской премии Кристиана Нюсляйн-Фольхард.

## История
Лаборатория была основана Обществом Макса Планка в 1969 году в Тюбингене для предоставления молодым биологам-исследователям возможности для создания собственной независимой исследовательской группы.
Лаборатория названа в честь швейцарского биолога Иоганна Фридриха Мишера, открывшего ДНК в Тюбингенском замке. Лабораторию не следует путать с Институтом Фридриха Мишера в Базеле.
Прежнее название — «Лаборатория Фридриха Мишера для биологических рабочих групп Общества Макса Планка» (нем. Friedrich-Miescher-Laboratorium für biologische Arbeitsgruppen in der Max-Planck-Gesellschaft).